# Aurelio Galleppini
Aurelio Galleppini (Casale di Pari, 28 août 1917, – Chiavari, 10 mars 1994 ), mieux connu par son surnom Galep, était un dessinateur de bande dessinée italienne et illustrateur.

## Biographie
Aurelio Galleppini qui est né à Casale di Pari, une frazione de la commune Civitella Paganico, dans la province de Grosseto est le créateur graphique de Tex Willer, dont les aventures ont duré plus de 40 ans. D'autres illustrateurs alternent avec lui les pages de ce livre de bande dessinée populaire. Il illustra également toutes les couvertures de la série depuis le 1er numéro de 1948 jusqu'à sa mort advenue en 1994.

## Œuvres
- (it) Aurelio Galleppini, L'arte dell'avventura : autobiografia professionale di un maestro del fumetto, Milan, Ikon, 1989